# Zygospore

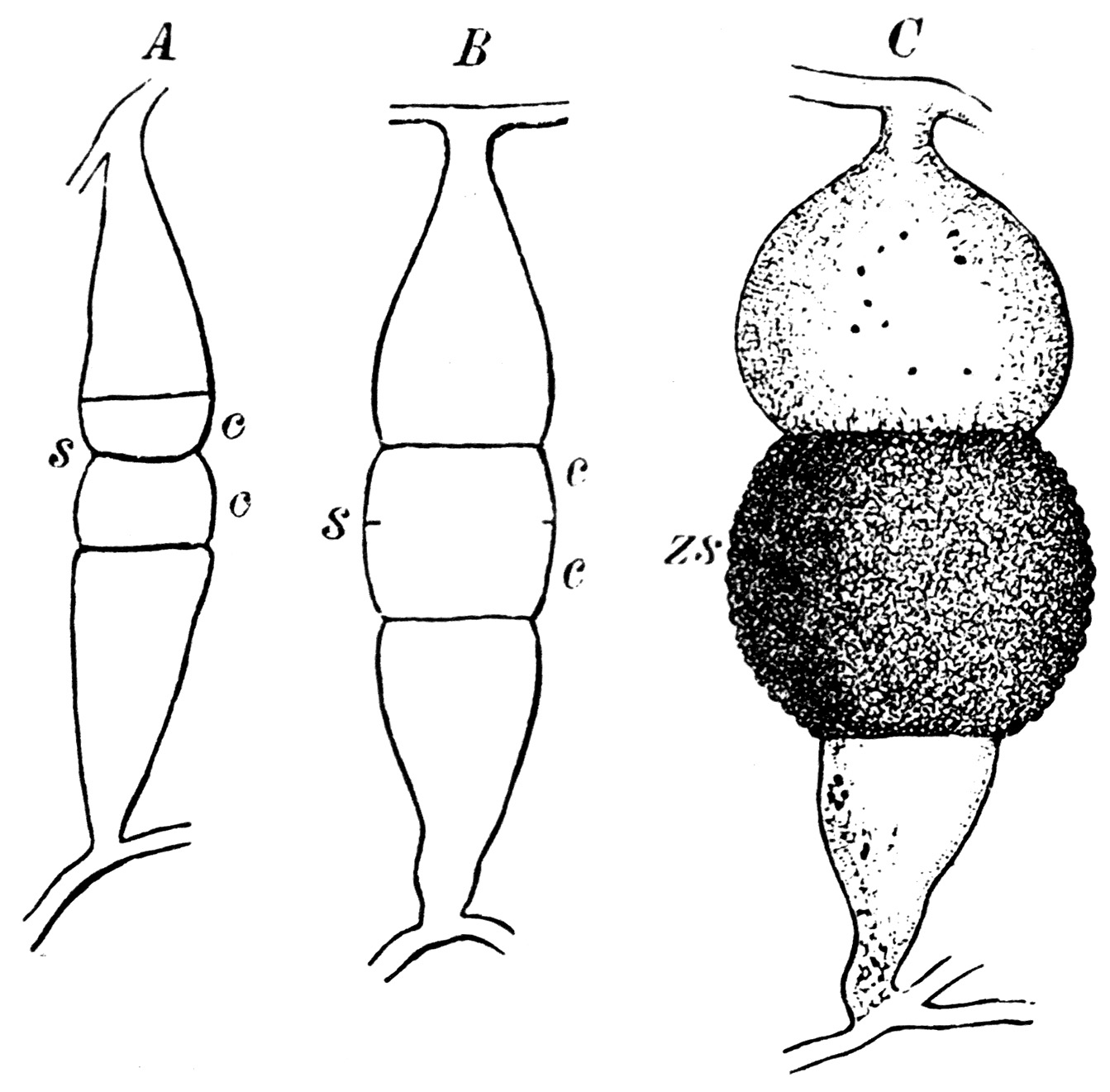
A : Gamétange ; B : Zygosporangium (la plasmogamie se produit là) ; C : Zygospore.

Une zygospore est un stade de reproduction diploïde du cycle de vie de nombreux champignons et protistes.

## Description
Les zygospores représentent un stade du cycle de reproduction diploïde de champignons tels que les Zygomycètes ou de certaines algues. Ces zygospsores sont créées par la fusion des noyaux (fusion nucléaire) de cellules haploïdes et la recombinaison du matériel génétique des deux cellules d'origine.

### Déroulement

Exemple de formation de la zygospore chez Rhizopus stolonifer avec union des deux noyaux haploïdes.

Chez les champignons, après la formation des gamétanges qui sont toujours haploïdes (c'est-à-dire formé d'un seul exemplaire de chaque chromosome), se  forment de nouveaux septum entre eux séparant ainsi une zone dans laquelle s'effectue l'échange de cytoplasme (plasmogamie) puis il y a fusion des noyaux. Les zygospores ainsi formés dans les zygosporanges sont désormais diploïdes, c'est-à-dire formés de deux exemplaires de chaque chromosome. 
La formation de ces zygospores est un phénomène de reproduction sexué chez ces champignons. Elle peut être issue de la fusion de structures bourgeonnantes spécialisées, à partir de mycéliums du même type (chez les champignons homothalliques ) ou de types différents (chez les champignons hétérothalliques), et peuvent être des chlamydospores. Dans de nombreuses algues eucaryotes, y compris de nombreuses espèces de Chlorophyta ou de Chlamydomonas, les zygospores sont formées par la fusion de gamètes unicellulaires de types sexuels opposés.

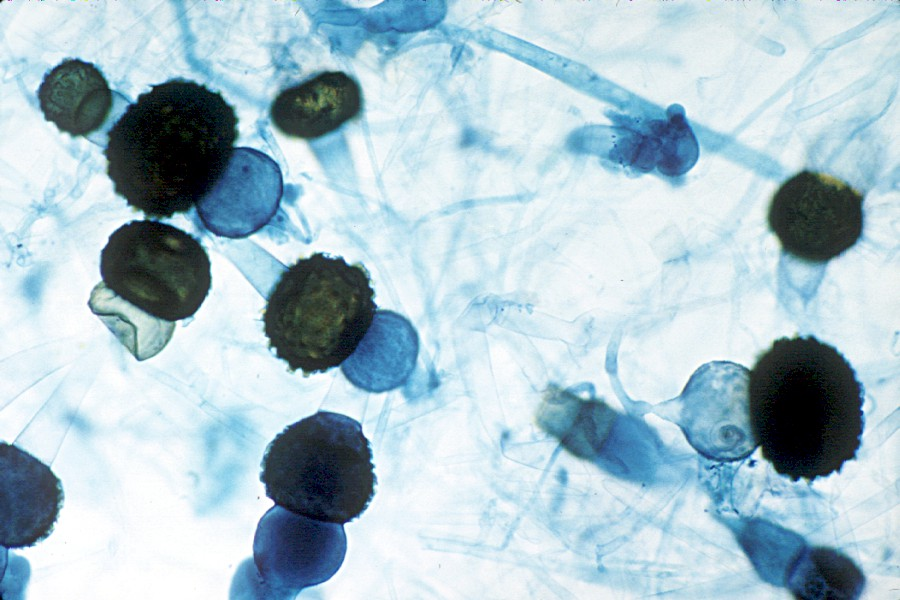
Zygospores de Rhizopus.

### Germination

Germination de la zygospore chez Rhizopus stolonifer.

Une zygospore peut rester en sommeil dans l'attente des signaux environnementaux, tels que la lumière, l'humidité, la chaleur ou les produits chimiques sécrétés par les plantes pour passer à l'étape suivante. Lorsque l'environnement est favorable, la zygospore germe, la méiose se produit et des cellules végétatives haploïdes sont libérées dans un sporange.
Chez les champignons, le sporange produit à l'extrémité d'un sporangiophore libère des spores haploïdes qui vont pouvoir former des mycèles haploïdes. Un champignon qui forme des zygospores est appelé zygomycète, indiquant que la classe est caractérisée par ce développement évolutif.